# Чіна Сорілья
Чіна Сорілья (ісп. Concepción «China» Zorrilla de San Martín Muñoz; нар. 14 березня 1922, Монтевідео — пом. 17 вересня 2014, там само) — уругвайська акторка театру та кіно.

## Життєпис
Чіна Сорілья народилася в сім'ї скульптора Хосе Луїса Мартіна (1891-1975). У Чіни була старша сестра — дизайнер театральних костюмів Гума Сорілья (1919-2001).

## Вибіркова фільмографія
- Перемир'я (1974)
- Бідний метелик (1986)